# Janowiec (Bisztynek)
Pour les articles homonymes, voir Janowiec.
Janowiec est un village polonais de la voïvodie de Varmie-Mazurie, dans le powiat de Bartoszyce.